# 이노스페이스

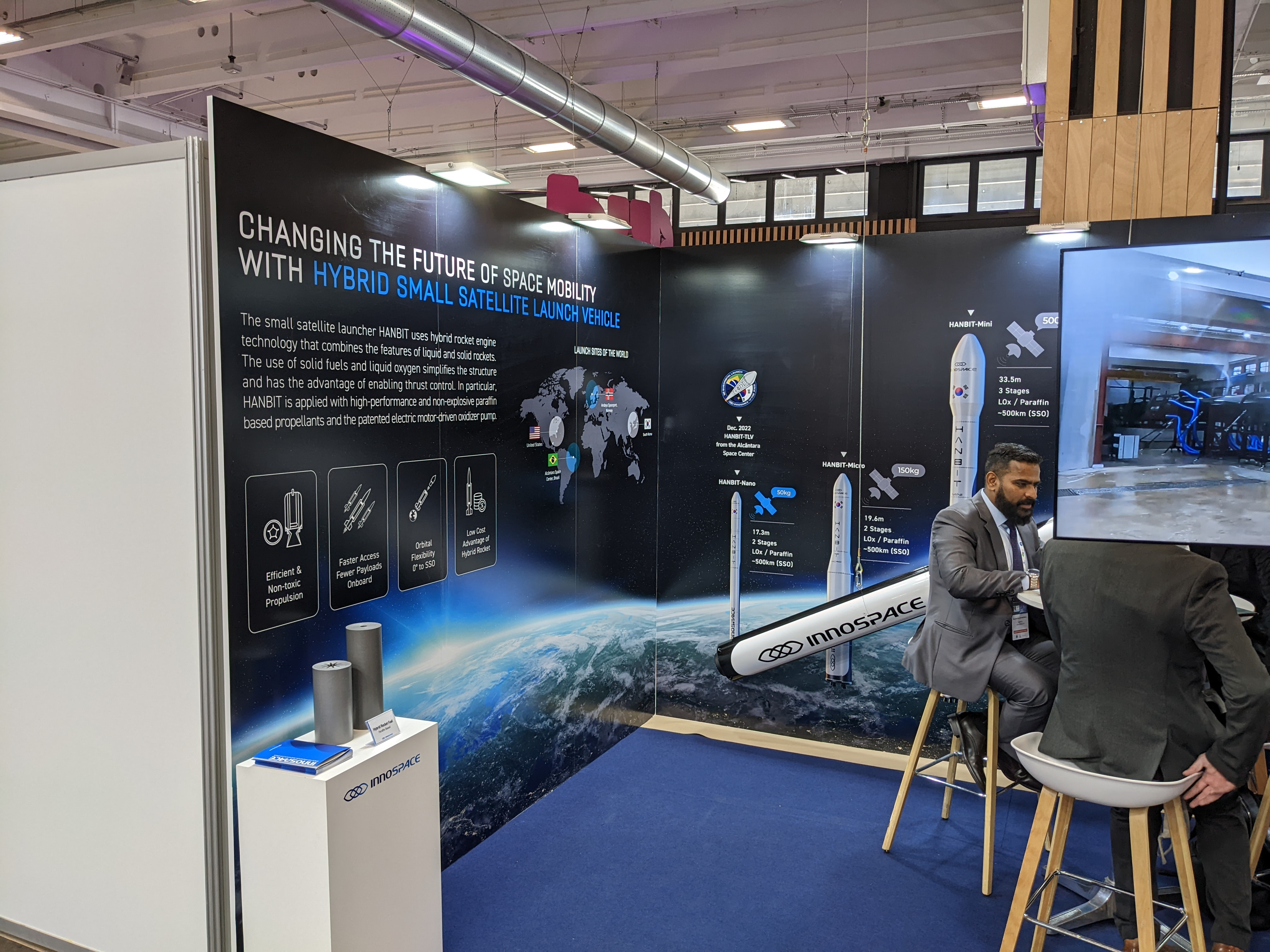
이노스페이스, 국제우주대회 2022

이노스페이스(InnoSpace)는 2017년 9월에 설립된 대한민국의 최초 민간 우주기업이다. 대한민국 민간 우주기업으로 우주에 발사체를 발사한 기업이기도 하다.
이노스페이스의 이름은 영어로 혁신을 뜻하는 단어 '이노베이션'(innovation), 우주를 뜻하는 '스페이스'(space)를 합친 이름이다.

## 연혁
- 2017년 9월 : 이노스페이스 설립.[1]
- 2023년 3월 : 대한민국 최초 민간 우주발사체 한빛-TLV 발사 성공.
- 2023년 12월 : 미래에셋증권을 주관사로 기술특례상장을 신청[2]
- 2024년 7월 : 공모가 43,300원에 코스닥 시장에 상장[3]

## 발사체 종류
- 한빛-TLV(HANBIT-TLV)는 추력 15t급 1단 엔진의 비행 성능 검증을 목적으로 개발된 1단형 시험 발사체이다. 높이 16.3ｍ에 직경 1.0ｍ, 중량 8.4t 규모이며 하이브리드 로켓 엔진을 사용한다. 2023년 3월 브라질 공군 산하 알칸타라 우주센터에서 시험발사에 성공했다. 시험발사임에도 ‘한빛-TLV’에 모사체가 아닌 브라질 공군 산하 항공과학기술부(DCTA)가 개발한 실제 탑재체인 관성항법시스템 ‘SISNAV (시스나브)’를 싣고 올라가 발사체 성능검증과 탑재체 발사 임무 성과를 동시에 입증했다. 시험발사를 통해 상업발사 서비스가 가능한 엔진을 보유함과 동시에 로켓 발사 운용 역량을 갖춘 발사체 체계종합 기업으로서의 입지를 강화했다.

- 한빛-나노(HANBIT-Nano)는 중량 90kg급 탑재체를 500km SSO (Sun-Synchronous Orbit, 태양동기궤도)에 투입시키는 2단형 우주 발사체이다. 발사체는 1단에 추력 25톤급 하이브리드 엔진 1기, 2단에 추력 3톤급 엔진 1기로 구성된다. 2단은 발사미션에 따라 하이브리드 엔진 ‘하이퍼(HyPER)’, 메탄엔진 ‘리머(LiMER)’를 운용한다. 이노스페이스는 엔진 포트폴리오 확장을 통해 소형위성 고객에게 맞춤형 발사 서비스를 제공한다.

- 한빛-마이크로(HANBIT-Micro)는 중량 170kg급의 탑재체를 500km SSO (Sun-Synchronous Orbit, 태양동기궤도)에 투입시키는 2단형(+Kick Stage) 우주 발사체이다. 발사체는 1단에 추력 25톤급 하이브리드 엔진 1기, 2단에 추력 3톤급 메탄엔진 2기로 구성되며, 상단에 킥스테이지(Kick Stage)를 포함한다. 킥스테이지는 정밀한 엔진 제어를 통해 고객의 위성을 원하는 목표궤도로 정확히 이동시켜 배치하는 임무를 수행한다.

- 한빛-미니(HANBIT-Mini)는 중량 1,300kg급의 탑재체를 500km SSO (Sun-Synchronous Orbit, 태양동기궤도)에 투입시키는 3단형 우주 발사체이다. 1단에 추력 25톤급 하이브리드 엔진 9기, 2단에 추력 25톤급 하이브리드 엔진 1기, 3단에 추력 3톤급 메탄엔진 2기를 장착한다. 하이브리드 엔진과 3D 프린팅 기반 메탄엔진 기술이 결합한 우주 발사체 한빛-미니는 안전성, 제작 용이성, 경제성, 고추력성, 친환경성의 이점을 갖추고 저비용 신속발사 서비스를 실현한다.

## 같이 보기
- 대한민국의 우주 개발
- 한국항공우주연구원
- 한화에어로스페이스
- 링크스페이스
- 아이스페이스
- 제노코
- 오르비텍